# Chétimari
Chétimari es una comuna rural del departamento de Diffa de la región de Diffa, en Níger. En diciembre de 2012 presentaba una población censada de 65 449 habitantes, de los cuales 32 982 eran hombres y 32 467 eran mujeres.
El pueblo, cuyo topónimo era hasta 1949 Laouan-Yérimari, fue una localidad del reino de Bornu ubicada en la región histórica de Mangari. La comuna es de mayoría étnica kanuri, con minorías de fulanis, tubus y árabes.
La localidad se encuentra situada al sureste del país, a medio camino entre Diffa y Maïné-Soroa sobre la carretera RN1, cerca de la frontera con Nigeria marcada por el río Komadugu Yobe.